# Basket Rimini 1998-1999
Questa voce raccoglie le informazioni riguardanti il Basket Rimini, sponsorizzato Pepsi, nelle competizioni ufficiali della stagione 1998-1999.
Per motivi di sponsorizzazione le divise erano blu e bianche, colori tipici dell'etichetta della bevanda.

## Verdetti stagionali
- Serie A1:
  - stagione regolare: 10º posto su 14 squadre (bilancio di 10 vittorie e 16 sconfitte);
  - play-off: eliminazione ai quarti di finale da Varese (1-3).
- Coppa Korać:
  - eliminazione al termine della fase a gironi.

## Roster
| Basket Rimini 1998-1999 | Basket Rimini 1998-1999 |
| Giocatori               | Staff tecnico           |
| ----------------------- | ----------------------- |

| N. | Naz.                                        | Ruolo | Nome                   | Anno | Alt.   | Peso   |  |
| -- | ------------------------------------------- | ----- | ---------------------- | ---- | ------ | ------ |  |
| 4  | Italia (bandiera)                           | P     | Pier Filippo Rossi     | 1974 | 184 cm | 75 kg  |  |
| 5  | Italia (bandiera)                           | PG    | Massimiliano Romboli   | 1971 | 192 cm | 84 kg  |  |
| 6  | Italia (bandiera)                           | PG    | Mauro Morri            | 1977 | 187 cm | 92 kg  |  |
| 7  | Italia (bandiera)                           | A     | Franco Ferroni         | 1972 | 203 cm | 90 kg  |  |
| 7  | Stati Uniti (bandiera)                      | GA    | Antonio Granger        | 1976 | 198 cm | 91 kg  |  |
| 8  | Italia (bandiera)                           | A     | Alex Righetti (C)      | 1977 | 200 cm | 98 kg  |  |
| 9  | Italia (bandiera)                           | A     | Massimo Ruggeri        | 1972 | 204 cm | 95 kg  |  |
| 10 | Italia (bandiera)                           | G     | Fabio Zanelli          | 1976 | 196 cm | 85 kg  |  |
| 11 | Stati Uniti (bandiera) · Irlanda (bandiera) | C     | Alan Tomidy            | 1974 | 206 cm | 120 kg |  |
| 12 | Slovenia (bandiera)                         | GA    | Boris Gorenc           | 1973 | 198 cm | 96 kg  |  |
| 13 | Slovenia (bandiera)                         | AC    | Marko Tušek            | 1975 | 203 cm | 120 kg |  |
| 14 | Italia (bandiera)                           | AC    | Dimitri Agostini       | 1976 | 202 cm | 102 kg |  |
| 15 | Italia (bandiera)                           | C     | Lorenzo Di Marcantonio | 1978 | 205 cm | 108 kg |  |
|    | San Marino (bandiera)                       | G     | Andrea Raschi          | 1979 | 198 cm | 87 kg  |  |
|    | Italia (bandiera)                           | G     | Federico Molari        | 1979 | 187 cm | 92 kg  |  |
|    | Italia (bandiera)                           | A     | Marco Marangoni        | 1979 | 197 cm | 87 kg  |  |

| Allenatore                                                                     |
| - Piero Bucchi                                                                 |
| Assistente/i                                                                   |
| - Giampiero Ticchi Legenda - (C) Capitano Roster Aggiornato al: 30 giugno 1999 |

## Risultati

### Campionato

#### Play-off
| Arbitri: | Marco Giansanti Luciano Tola |

|                         |          |          |
| Moore 27                | Punti    | 28 Tušek |
| Davolio, Carra, Moore 2 | Assist   | 6 Morri  |
| Chiacig 9               | Rimbalzi | 8 Tomidy |

| Arbitri: | Guerrino Cerebuch Mauro Pozzana |

|            |          |                     |
| Granger 28 | Punti    | 28 Bonato           |
| Rossi 4    | Assist   | 1 Davolio, Mitchell |
| Tušek 13   | Rimbalzi | 8 Chiacig, Bonato   |

| Arbitri: | Sergio Borroni Giuseppe Duva |

|             |          |                 |
| Meneghin 17 | Punti    | 15 Tomidy       |
| Pozzecco 4  | Assist   | 1 sei giocatori |
| Galanda 5   | Rimbalzi | 6 Tomidy, Tušek |

| Arbitri: | Gennaro Colucci Carmelo Lo Guzzo |

|                   |          |                      |
| Tušek, Granger 22 | Punti    | 27 Mršić             |
| Tušek 4           | Assist   | 4 Pozzecco, Meneghin |
| Di Marcantonio 5  | Rimbalzi | 10 De Pol            |

| Arbitri: | Gennaro Colucci Carmelo Lo Guzzo |

|            |          |           |
| De Pol 18  | Punti    | 18 Tušek  |
| Pozzecco 4 | Assist   | 3 Granger |
| Santiago 7 | Rimbalzi | 6 Tomidy  |

| Arbitri: | Alberto Grossi Luciano Tola |

|            |          |                   |
| Granger 33 | Punti    | 21 Mršić          |
| Morri 5    | Assist   | 2 Pozzecco, Mršić |
| Tomidy 9   | Rimbalzi | 8 De Pol          |

### Coppa Korać

#### Gruppo E
| Arbitri: | Pascal Dorizon Milivoje Jovčić |

|                                                                                                  |            |                                                                                |
| Gorenc, Righetti 14                                                                              | Punti      | 14 Ożóg                                                                        |
| Rossi 5                                                                                          | Assist     | 3 Szcześniak, Ożóg                                                             |
| Tomidy 13                                                                                        | Rimbalzi   | 9 Nicholas                                                                     |
| Rossi 5, Romboli 0, Morri 0, Righetti 14, Ruggeri 11, Zanelli 9, Tomidy 9, Gorenc 14, Agostini 2 | Formazioni | Wierzgacz 6, Korytek 12, Szcześniak 0, Pluta 8, Bacik 10, Ożóg 14, Nicholas 13 |

| Arbitri: | Juan Carlos Mitjana Milivoje Jovčić |

| |            |                                                                                                 |
| Woolridge 23                                                                                          | Punti      | 20 Righetti                                                                                     |
| Woolridge 6                                                                                           | Assist     | 5 Rossi                                                                                         |
| Thompson 7                                                                                            | Rimbalzi   | 10 Gorenc                                                                                       |
| Beşok 2, Genç 7, Woolridge 23, Thompson 15, Tamsöz 14, Büyükaycan 0, Oyguç 7, Aydın 4, Praškevičius 7 | Formazioni | Rossi 19, Romboli 0, Morri 0, Righetti 20, Ruggeri 2, Tomidy 3, Gorenc 18, Tušek 10, Agostini 0 |

| Arbitri: | Leonidas Spiridonos Albi Greva |

| |            |                                                                                                 |
| Ruggeri, Gorenc 17                                                                                  | Punti      | 18 Kálmán                                                                                       |
| Gorenc 4                                                                                            | Assist     | 7 Kálmán                                                                                        |
| Tušek 11                                                                                            | Rimbalzi   | 7 Wiley                                                                                         |
| Marangoni 4, Morri 5, Molari 3, Righetti 10, Ruggeri 17, Zanelli 6, Gorenc 17, Tušek 15, Agostini 2 | Formazioni | Walke 16, Pankár 2, Krivacevic 7, Kálmán 18, Mujanovic 11, Trepák 0, Henrik 0, Feigl 0, Wiley 9 |

| Arbitri: | Borys Šul'ha Milan Brziak |

|                                                                                     |            |                                                                                     |
| Pluta 25                                                                            | Punti      | 23 Tušek                                                                            |
| Bacik 5                                                                             | Assist     | 2 Gorenc                                                                            |
| Nicholas 9                                                                          | Rimbalzi   | 9 Tušek                                                                             |
| Wierzgacz 2, Korytek 8, Szcześniak 7, Pluta 25, Bacik 12, Bagatskis 12, Nicholas 14 | Formazioni | Rossi 7, Morri 1, Righetti 18, Ruggeri 1, Tomidy 13, Gorenc 9, Tušek 23, Agostini 0 |

| Arbitri: | Antonio Gallo Efim Resser |

|                                                                                     |            | |
| Gorenc 22                                                                           | Punti      | 20 Tamsöz, Praškevičius                                                                              |
| Gorenc 3                                                                            | Assist     | 11 Woolridge                                                                                         |
| Tušek 12                                                                            | Rimbalzi   | 4 Praškevičius                                                                                       |
| Rossi 11, Morri 4, Righetti 11, Ruggeri 4, Zanelli 2, Tomidy 11, Gorenc 22, Tušek 8 | Formazioni | Koşan 0, Beşok 0, Genç 10, Woolridge 19, Tamsöz 20, Büyükaycan 2, Oyguç 12, Aydın 0, Praškevičius 20 |

| Arbitri: | Andrej Jeršan Robert Bartonek |

|                                                                              |            | |
| Džunić 33                                                                    | Punti      | 14 Molari                                                                                                |
| Kálmán 11                                                                    | Assist     | 2 Morri                                                                                                  |
| Wiley 5                                                                      | Rimbalzi   | 5 Tušek                                                                                                  |
| Walke 8, Pankár 0, Krivacevic 2, Kálmán 21, Džunić 33, Mujanovic 17, Wiley 4 | Formazioni | Morri 6, Molari 14, Righetti 12, Ruggeri 6, Zanelli 10, Tomidy 8, Tušek 10, Agostini 0, Di Marcantonio 0 |